# Aaron Carver
Aaron Carver (Elizabeth City, 30 augustus 1996) is een Amerikaans basketballer.

## Carrière
Carver speelde collegebasketbal voor de Old Dominion Monarchs van 2015 tot 2020. Hij werd niet gekozen in de NBA draft van 2020 en tekende daarop zijn eerste profcontract bij de Sloveense eersteklasser KD Hopsi Polzela waar hij een seizoen speelde. In het seizoen 2021/22 speelde hij voor de Russische eersteklasser BK Novosibirsk en vanaf maart 2022 voor BK Zenit Sint-Petersburg. Na een seizoen tekende hij bij de Italiaanse tweedeklasser Monferrato Basket waar hij ook een seizoen speelde. Zijn vierde profseizoen speelde hij in de Duitse tweede klasse bij BBC Bayreuth.
In de zomer van 2024 tekende hij voor de Belgische eersteklasser Leuven Bears.

## Erelijst
- VTB United League: 2022